# おかゆライス
おかゆライスは、飯に粥をかけた料理。例えるならば、カレーライスのカレーにあたる部分に粥を用いた料理である。

## 概要
茶粥を冷飯にかけて朝食や夕食として食べていたという話が、近畿地方の農山村で明治から昭和初期にかけてみられる。
また、1905年（明治38年）の雑誌『月刊食道楽』に、大阪において白粥を冷飯にかけたものを朝食に食べることがあるという記述がある。
「おかゆライス」という名称はゆうきまさみの漫画「究極超人あ～る」において、基本的に米しか食べることができない主人公が作った料理から来ている。
2021年5月に農林水産省がツイッターで、国産米の消費応援として「おかゆライス」についての投稿を行ったことから話題となった。

## 調理法
農林水産省は、米を炊き、その半量をお粥にしてもう一方にかけるというレシピをクックパッドで公開している。